# Шеноаз Обонкур
Шеноаз Обонкур (фр. Chesnois-Auboncourt) је насељено место у Француској у региону Шампањ-Арден, у департману Ардени.
По подацима из 2011. године у општини је живело 178 становника, а густина насељености је износила 37,79 становника/km².

## Демографија
| 1962. | 1968. | 1975. | 1982. | 1990. | 2011. |
| ----- | ----- | ----- | ----- | ----- | ----- |
| 175   | 163   | 138   | 135   | 153   | 178   |